# John Lane Bell
John Lane Bell (né le 25 mars 1945) est un philosophe et logicien canadien. Il est professeur de philosophie à l'Université Western Ontario au Canada. Il a contribué à la logique mathématique et à la philosophie et est l'auteur de nombreux ouvrages. Ses recherches incluent différents sujets tels que la théorie des ensembles, la théorie des modèles, la théorie des treillis, la logique modale, la logique quantique, les mathématiques constructives, la théorie des types, la théorie des topos, l'analyse infinitésimale, la théorie de l'espace-temps et la philosophie des mathématiques. Il est auteur de plus de 70 articles et de 11 livres. En 2009, il a été élu membre de la Société royale du Canada.

## Biographie
John Bell a reçu une bourse pour l'Université d'Oxford à l'âge de 15 ans ; il a obtenu un Ph. D.  en mathématiques sous la direction de John Crossley avec une thèse intitulée « Model-Theoretic and Axiomatization Results for Certain Restricted Second-Order Languages ». De 1968 à 1989, il a été lecturer puis reader en mathématiques et lecturer en logique mathématique à la London School of Economics. À partir de 1989, il est professeur de philosophie et professeur adjoint de mathématiques à l'Université Western Ontario, émérite depuis 2019.
John Bell a été professeur invité dans plusieurs universités :
- 1975 : Académie des sciences de Pologne
- 1980, 1982 : Université nationale de Singapour
- 1991 : Université de Padoue
- 2007 :  École polytechnique

Une Festschrift en son honneur a été publiée en 2011 :
- David DeVidi, Michael Hallett et Peter Clark (éditeurs), Logic, Mathematics, Philosophy, Vintage Enthusiasms : Essays in Honour of John L. Bell, Springer Science+Business Media, coll. « The Western Ontario Series in Philosophy of Science » (no 75), 2011, xviii, 486 (ISBN 978-94-007-0214-1 et 978-94-007-3568-2, présentation en ligne).

## Publications
Bell a publié de nombreux articles et les livres suivants, en partie réimprimés :
- [2019] : The Continuous, the Discrete and the Infinitesimal in Philosophy and Mathematics, Cham, Springer, coll. « The Western Ontario Series in Philosophy of Science », 2019 (ISBN 978-3-030-18707-1, présentation en ligne) — Réimpression de l'édition The Continuous and the Infinitesimal in Mathematics and Philosophy de 2005.
- [2016] : Oppositions and paradoxes. Philosophical perplexities in science and mathematics, Broadview Press, 2016, xiv+195 (ISBN 978-1-55481-302-5, zbMATH 1370.03003)
- [2014] : Intuitionistic set theory, College Publications, coll. « Studies in Logic (London) » (no 50), 2014, vii, 120 (ISBN 978-1-84890-140-7, zbMATH 1367.03003)
- [2011] : Set theory. Boolean-valued models and independence proofs, Oxford, Clarendon Press, coll. « Oxford Logic Guides » (no 47), 2011, 3 corrigé et avec nouvellles référence éd., xxii+191 (ISBN 978-0-19-960916-1, zbMATH 1233.03002)
- [2009] : The Axiom of Choice, Londres, College Publications, coll. « Mathematical Logic and Foundations. Studies in Logic (London) » (no 22), 2009, xi+248 (ISBN 978-1-904987-54-3, zbMATH 1206.03043).
- [2001] : avec David DeVidi et David Solomon, Logical Options : An Introduction to Classical and Alternative Logics, Broadview Press, 2001 (ISBN 1-55111-297-3).
- [1998] : The Art of the Intelligible : An Elementary Survey of Mathematics in its Conceptual Development, Dordrecht, Kluwer Academic Publishers, coll. « The University of Western Ontario Series in Philosophy of Science » (no 63), 1999, xii+246 (ISBN 978-1-4020-0007-2).
- [1998] : A Primer of infinitesimal analysis, Cambridge, Cambridge University Press, 1998, xiii+122 (ISBN 9780521624015, zbMATH 0904.26014, présentation en ligne) -  2e  édition, 2008.
- [1977] : Toposes and local set theories : An introduction, Oxford, Clarendon Press, coll. « Oxford Logic Guides » (no 14), 1988, xii+267[5] Réimprimé par Dover, 2008.
- [1977] :  Boolean-valued models and independence proofs in set theory, Oxford, Clarendon Press, coll. « Oxford Logic Guides » (no 12), 1977, xx, 165 (zbMATH 0585.03021) — 2e  édition 1985. 3e  édition 2005
- [1977] : avec Moshé Machover, A course in mathematical logic, Amsterdam-New York, North-Holland Publishing Company, 1977, xviii+599 (ISBN 9780080934747, zbMATH 0359.02001) —  4e impression, 2003.

- [1969] : avec Alan B. Slomson, Models and ultraproducts. An introduction, Amsterdam-Londres, North-Holland Publishing Company, 1969, x+322 (ISBN 978-0486788630, zbMATH 0179.31402) — Réimpression Dover 2013